# Marco Polo argali
A Marco Polo argali (Ovis ammon polii) az emlősök (Mammalia) osztályának párosujjú patások (Artiodactyla) rendjébe, ezen belül a tülkösszarvúak (Bovidae) családjába és a kecskeformák (Caprinae) alcsaládjába tartozó argali juh (Ovis ammon) egyik alfaja.

## Neve
Az argali juhnak ezt az alfaját legelőször Marco Polo velencei kereskedő, utazó és író említi meg az elbeszéléseiben. Aztán tudományosan 1841-ben, Edward Blyth angol zoológus írja le és nevezi meg. Az alfaji szintű nevét, azaz a polii-t, valamint a köznapi nevét, a híres velencei tiszteletére adta.

## Előfordulása
Ez az állat Közép-Ázsia hegységeiben, körülbelül 3700-4800 méteres tengerszint feletti magasságban található meg. Afganisztánban, Pakisztánban, Kirgizisztánban, Tádzsikisztánban és Kínában vannak állományai.

## Megjelenése
Az összes vadjuhfaj és -alfaj közül a Marco Polo argalinak van a legnagyobb szarva. Az átlag kos szarvhossza 140 centiméter; az eddigi rekord méretű 190 centiméteres és 27 kilogrammos. Az állat 15-20 napos korától elkezdi növeszteni szarvait. A szarv növekedésének üteme a juh életének első két évében a legjelentősebb. A kos marmagassága 113 centiméter, farokhossza 12-16 centiméter és testtömege 126 kilogramm. A nőstény 100 centiméteres marmagasságú. Az állat háti része sötétbarna, míg hasi része fehéres; a két alapszínt egy sötét sáv választja el. A kos színei mindig sötétebbek a nőstényénél. Szintén a kos télen sörényszerű hosszú szőrzetet növeszt. Mindkét nem tükre fehér.

## Életmódja
Élőhelyét megosztja a szibériai kőszáli kecskével (Capra sibirica). Nyáron a folyók és patakok menti dús növényzettel rendelkező térségeket kedveli, míg télen a hegyek déli oldalait keresi. Általában kis egynemű csoportokban ülnek.

## Szaporodása
Az üzekedése decemberben van. A kos csak 6 éves korától kezd küzdeni a nőstényekért. A vemhesség körülbelül 160 napig tart; ennek végén a vadonban általában egy, ritkán két bárány születik. Fogságban egy nőstény egyszerre öt báránynak adott életet, két év után pedig hármas ikret ellett.
A vadonban a kosok átlag élettartama 13 év, ezt a szarvak gyűrűiből lehet megtudni; de mivel a nőstényeknek nincsenek szarvaik az életkoruk megállapítása majdnem lehetetlen.

## Képek

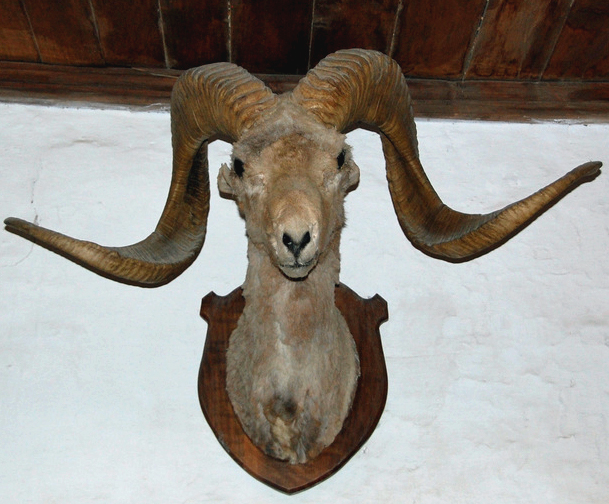
Trófeaként
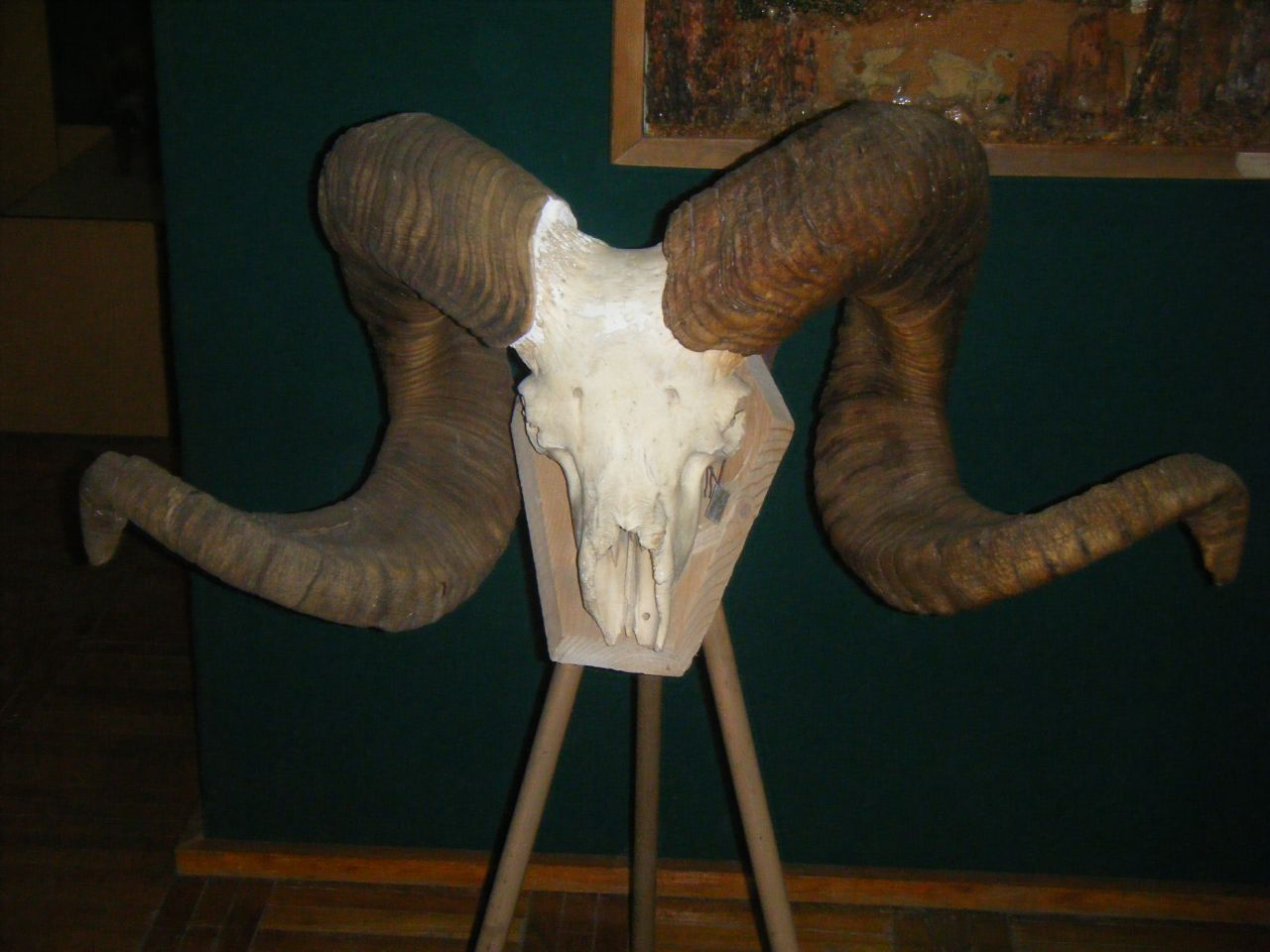
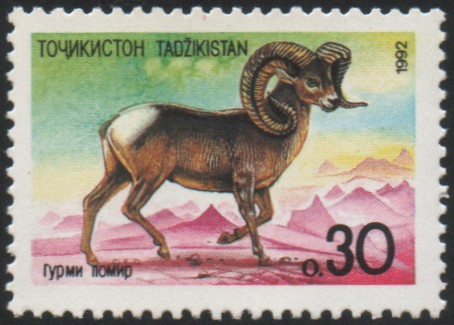
Postabélyegen
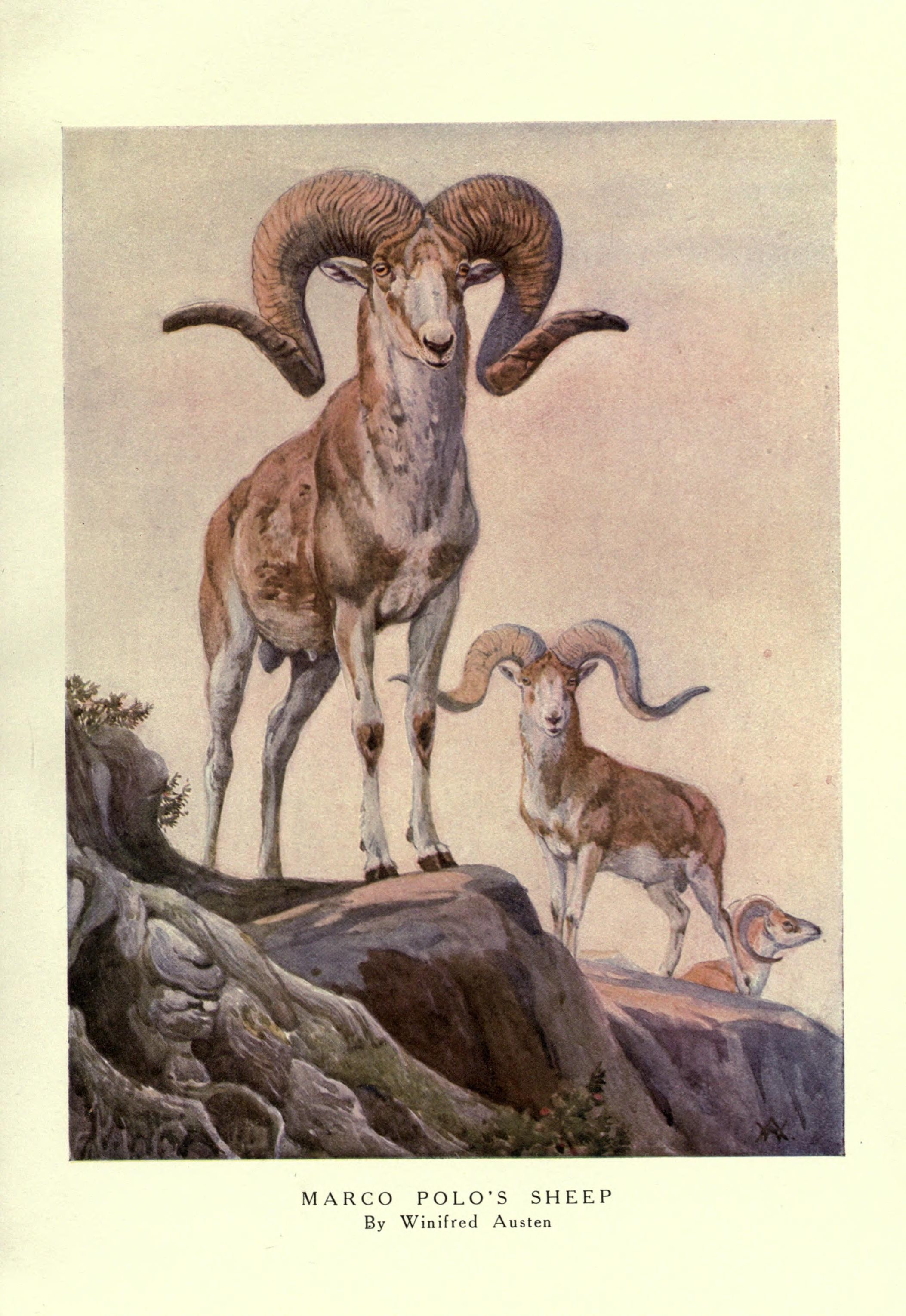
Rajz és
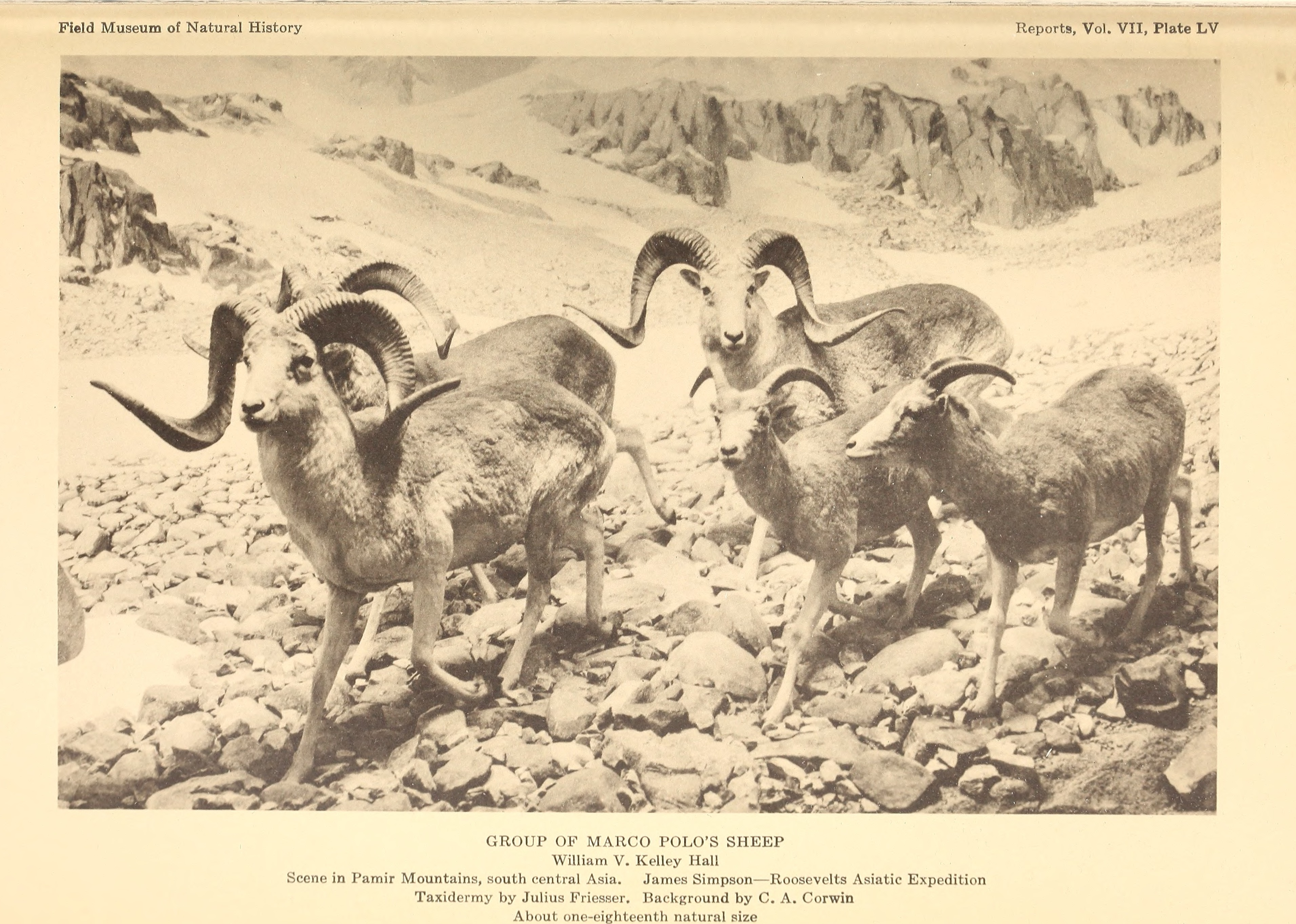
archív kép az állatról

## Fordítás
- Ez a szócikk részben vagy egészben  a   Marco Polo sheep című angol Wikipédia-szócikk ezen változatának fordításán alapul.  Az eredeti cikk szerkesztőit annak laptörténete sorolja fel. Ez a jelzés csupán a megfogalmazás eredetét és a szerzői jogokat jelzi, nem szolgál a cikkben szereplő információk forrásmegjelöléseként.